# John Peter Lesley
John Peter Lesley, född 17 september 1819 i Philadelphia, död i juni 1903, var en amerikansk geolog.
Lesley gjorde sig känd främst genom sina arbeten på geoteknikens och geomorfologins områden och för undersökningar över stenkolsförekomster i östra USA. Han var chef för Pennsylvanias geologiska undersökning 1874-1895.